# Еделевы
Еделевы (Еделевские, Князеделевы) - княжеский род.

## История рода
Род князей Еделевых мордовского происхождения. Впервые упомянут с княжеским  титулом князь Килдяш Натаров сын Еделевский (Еделев) с братией (13 октября 1572).
Казанский мордовский князь Богдан Мурза Еделев принял крещение с именем Савелия, за что ему было пожаловано сукно доброе (1651).
Мордовские мурзы служившие по Пензе (1677): Несмеян Чемаев, Незван Канбаров, Григорий Китаев и Кормила Яскин.
Служили по Верхнему Ломову (1681-1696): Пётр Нефедьевич, Марк Нагаев, Иван Никифорович, Трофим Фёдорович, Нехорош Баженович, Чинай Сатушев, Шултай Семенеев, Нехорош Буянов и Василий Фёдорович,их оклады составляли от 100 четей и 5 рублей до 350 четей и 16 рублей.
Мордовские мурзы: Суредайка, Первуша и Нехорош после крещения (1699), получили по 50 четей земли и основали деревню Верхний Качим.